# Finn van Breemen
Finn van Breemen (Pijnacker, 25 febbraio 2003) è un calciatore olandese, difensore del Basilea.

## Caratteristiche tecniche
È un difensore centrale.

## Carriera

### Club
Van Breemen è cresciuto nel settore giovanile dell'ADO Den Haag dove ha debuttato il 6 maggio 2022 nell'incontro di Eredivisie perso 3-0 contro l'Emmen. Nel giugno seguente ha firmato il suo primo contratto professionistico con il club gialloverde, con il quale nella stagione 2022-2023 ha poi disputato 18 partite nella seconda divisione olandese.
Il 20 giugno 2023 è stato acquistato a titolo definitivo dal Basilea. Ha segnato il suo primo gol in carriera il 30 luglio seguente in Super League contro il Winterthur.

### Nazionale
Ha giocato nella nazionale olandese Under-21.

## Statistiche

### Presenze e reti nei club
Statistiche aggiornate al 20 aprile 2024.
| Stagione        | Squadra         | Campionato      | Campionato | Campionato | Coppe nazionali | Coppe nazionali | Coppe nazionali | Coppe continentali | Coppe continentali | Coppe continentali | Altre coppe | Altre coppe | Altre coppe | Totale | Totale | Totale |
| Stagione        | Squadra         | Comp            | Pres       | Reti       | Comp            | Pres            | Reti            | Comp               | Pres               | Reti               | Comp        | Pres        | Reti        | Pres   | Reti   |        |
| --------------- | --------------- | --------------- | ---------- | ---------- | --------------- | --------------- | --------------- | ------------------ | ------------------ | ------------------ | ----------- | ----------- | ----------- | ------ | ------ | ------ |
| 2021-2022       | ADO Den Haag    | ED              | 1          | 0          | CO              | 0               | 0               |                    | -                  | -                  |             | -           | -           | 1      | 0      |        |
| 2022-2023       | ADO Den Haag    | 1D              | 18         | 0          | CO              | 3               | 0               |                    | -                  | -                  |             | -           | -           | 21     | 0      |        |
| 2023-2024       | Basilea         | SL              | 24         | 2          | CS              | 1               | 1               |                    | 2                  | 0                  |             | -           | -           | 27     | 3      |        |
| Totale carriera | Totale carriera | Totale carriera | 43         | 2          |                 | 4               | 1               |                    | 2                  | 0                  |             | -           | -           | 49     | 3      |        |

## Palmarès
- Campionato svizzero: 1

Basilea: 2024-2025
- Coppa Svizzera: 1

Basilea: 2024-2025